# پاول لونداک
پاول لونداک (استونیایی: Pavel Londak؛ زادهٔ ۱۴ مهٔ ۱۹۸۰) بازیکن فوتبال اهل استونی است.
از باشگاه‌هایی که در آن بازی کرده‌است می‌توان به باشگاه فوتبال روزنبورگ، باشگاه فوتبال فلورا تالین، و باشگاه فوتبال بوده/گلیمت اشاره کرد.
وی همچنین در تیم‌های ملی فوتبال زیر ۲۱ سال استونی و استونی بازی کرده‌است.